# براندي
البِرَندي أو براندي أو القِنديد أو الباذَق هو مشروب كحولي مستخلص من تقطير العنب . يحتوي البرندي عادة ما نسبته 35 - 60% من الكحول وهو من المشروبات التي تتناول عادة قبل أو بعد تناول وجبة الطعام. بعض أنواع البرندي تعتق في براميل خشبية . وبعضها الآخر يتم إكسابه لون الكاراميل وذلك لإعطائه منظرا معتقا . وهناك بعض أنواع البرندي التي يتم المزاوجة بين تعتيقها و إضافة ملونات لها .

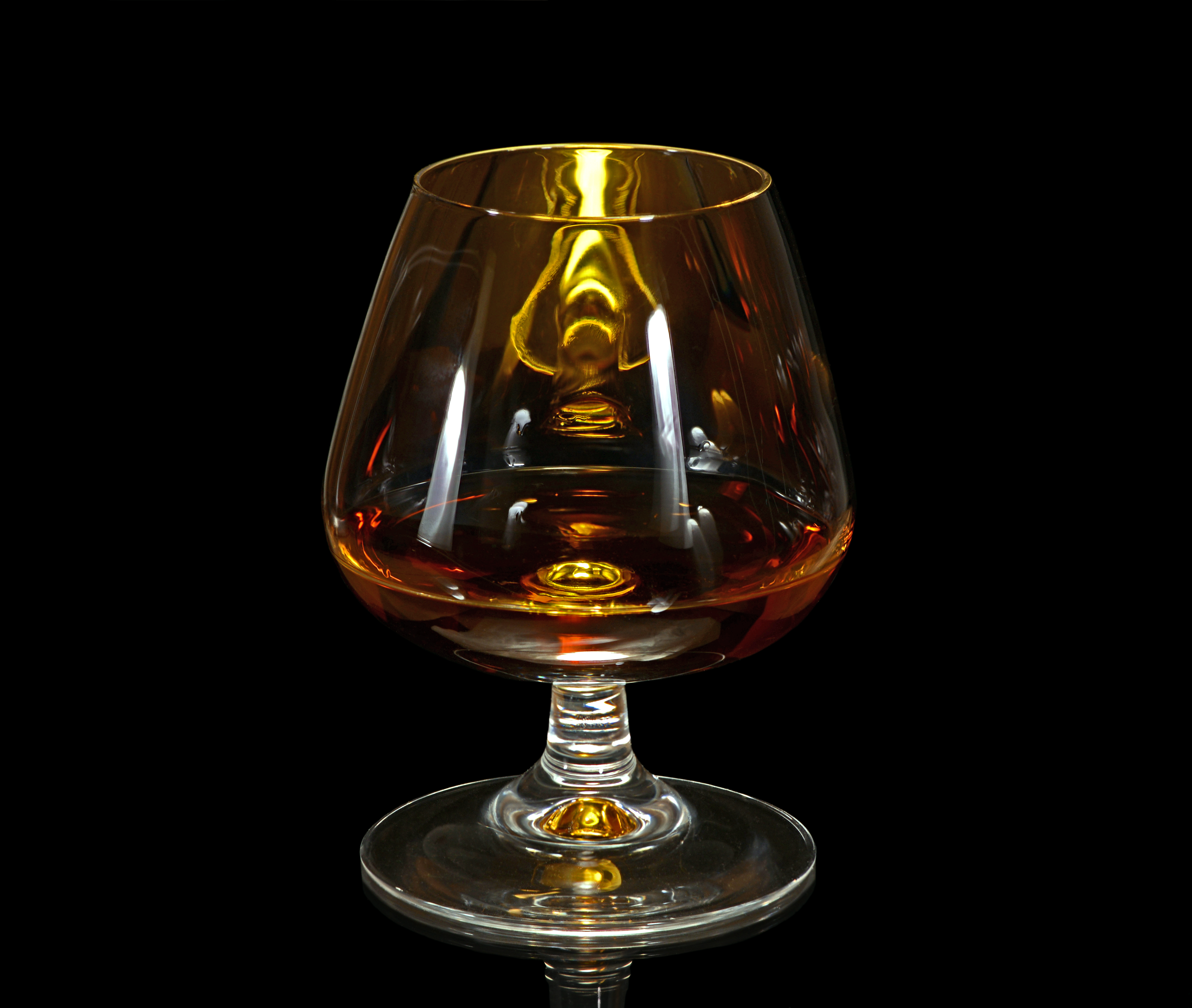
مشروب البراندي